# Parafia św. Franciszka z Asyżu i św. Klary w Tychach
Parafia św. Franciszka z Asyżu i św. Klary – rzymskokatolicka parafia znajdująca się w Tychach. Parafia należy do dekanatu Tychy Nowe w archidiecezji katowickiej.

## Historia
Parafia św. Franciszka z Asyżu i św. Klary w Tychach została erygowana 16 maja 1996 r. Od 1999 r. budowniczym kościoła i klasztoru jest o. Wawrzyniec Jaworski, a architektem i projektantem tyszanin Stanisław Niemczyk.
Duszpasterzami w parafii są ojcowie franciszkanie z Prowincji Wniebowzięcia NMP w Katowicach.